# Dekanat Ostróda
Dekanat Ostróda – jeden z 21 dekanatów w rzymskokatolickiej archidiecezji warmińskiej.

## Parafie
W skład dekanatu wchodzi 14 parafii:
- parafia Najświętszej Trójcy – Brzydowo
- parafia św. Moniki – Kajkowo
- parafia św. Benedykta Opata – Lubajny
- parafia Niepokalanego Poczęcia Najświętszej Maryi Panny – Ostróda
- parafia św. Dominika Savio – Ostróda
- parafia św. Faustyny – Ostróda
- parafia św. Franciszka z Asyżu – Ostróda
- parafia św. Jana Bosko – Ostróda
- parafia św. Marcina – Ostróda
- parafia św. Ojca Pio – Ostróda
- parafia Świętych Hiacynty i Franciszka – Ostróda
- parafia Miłosierdzia Bożego – Reszki
- parafia Matki Boskiej Królowej Polski – Stare Jabłonki
- parafia św. Wojciecha – Tyrowo

## Sąsiednie dekanaty
Dzierzgowo (diec. płocka), Nidzica, Olsztynek, Pasym, Szczytno